# Merizo
Merizo (chamorro: Malesso) är en ort och en village (administrativ enhet) i Guam (USA). Den ligger i den södra delen av ön Guam, 24 km söder om huvudstaden Hagåtña. Antalet invånare är 1 850. Arean är 16,4 kvadratkilometer. 